# تشيلي غونزاليس
تشيلي غونزاليس (بالإنجليزية: Chilly Gonzales)‏ (و. 1972  م) هو عازف بيانو، ومنتج أسطوانات، وملحن، ومؤلفو موسيقى تصويرية كندي، ولد في مونتريال، يستخدم آلات بيانو.

## التعليم
تعلم في جامعة مكغيل.

## وصلات خارجية
- تشيلي غونزاليس على موقع IMDb (الإنجليزية)
- تشيلي غونزاليس على موقع روتن توميتوز (الإنجليزية)
- تشيلي غونزاليس على موقع ألو سيني (الفرنسية)
- تشيلي غونزاليس على موقع ميوزك برينز (الإنجليزية)
- تشيلي غونزاليس على موقع ميوزك برينز (الإنجليزية)
- تشيلي غونزاليس على موقع ميوزك برينز (الإنجليزية)
- تشيلي غونزاليس على موقع قاعدة بيانات الأفلام السويدية (السويدية)
- تشيلي غونزاليس على موقع أول ميوزيك (الإنجليزية)
- تشيلي غونزاليس على موقع أول ميوزيك (الإنجليزية)
- تشيلي غونزاليس على موقع ديسكوغز (الإنجليزية)
- تشيلي غونزاليس على موقع ديسكوغز (الإنجليزية)

- تشيلي غونزاليس في قاعدة بيانات الأفلام على الإنترنت